# 절이도 해전
절이도 해전(折爾島海戰)은 1598년 절이도(현재의 전라남도 고흥군 거금도)에서 왜군들과 전투를 벌여 왜적의 수급 71급을 베는 전과를 올린 해전이다.

## 내용
7월 18일 명나라 수군이 도착한 지 2일째 날, 드디어 적함대 100여 척이 금당도(고금도와 거금도 중간의 섬)로 침범해 온다는 급보에 접하고서 이순신은 전함대에 출동태세를 갖추도록 한 다음 그날 밤에 길목인 금당도로 전진 결진하여 그 곳에서 경야했다. 그러나 이때 명나라 수군은 합세하지 않고 안전해역에서 후행하면서 관전하는 자세를 취하였던 것이다. 7월 19일 새벽에 일본함대는 거금도(절이도)와 녹도(소록도 근처) 사이로 뚫고서 금당도로 나오는지라 이순신 함대와 거금도 북방해역에서 해상 요격전이 벌어진 것이다. 난중일기의 이 당시 부분이 망실되었고 이충무공전서에도 이 사실을 기록하지 않고 있지만(천병을 모욕하는 일은 황제를 모욕한다는 취지에서 의도적으로 누락시킴), 선조 수정실록(선조 31년 8월)에 보면 이순신 함대가 이를 요격하여 적선 50여 척을 분멸한 것으로 다음과 같이 분명하게 나와 있다. 따라서 나머지 50여 척도 대파되었을 것임이 분명하다. 순신자령수군(舜臣自領水軍 : 이순신이 수군을 지휘하여) 돌입적중 발화포(突入賊中 發火砲 : 일본함대 속으로 돌진 함포를 발사함으로써), 소오십여척 적축환(燒五十餘隻 賊逐還 : 50여 척을 불태움에 적군이 쫓겨 되돌아갔다)
더욱 한심한 것은 이때 진린은 구경만 하고 있다가 전과가 욕심이 나서 이순신에게 와서 협박을 함에 할 수 없이 적의 목벤 것 40개를 진린에게 넘겨준 어처구니 없는 사건이 발생하였다. 대국의 원군(援軍)이 참전하지도 않고 소국의 전과를 탈취해도 천군(天軍)으로 대접받는 판이었다.이 해전을 절이도(거금도)해전이라 하는데, 망국적인 사대·왕조사가들이 왜곡 집필한 「이충무공전서」에 이 사실이 누락되어 있어 간과하기 쉽지만, 당시 이순신이 명나라 수군을 배후 지원세력으로 업고서 명량대첩의 전훈을 되살리면서, 원균의 하극상에 의해 실패한 장문포·영등포해전의 쓰라림을 생각할 때, 결코 허술하게 대처하지 않았을 것이다. 아군 피해없이 적함 50척을 수장시킨 대전과가 정확하고 정직하게 공식문서에 기록·반영되지 않았음은 심히 부끄러운 일이다.아무튼 이 해전의 성과로 이순신 함대는 고금도에서 거금도까지 지배해역을 확대함으로써 고흥반도 이서의 제해권을 장악하는데 결정적인 기여를 한 것이다. 이때 분멸한 적전선 50척과 대파 내지 반파된 적전선 50척에 탑승한 적군을 산정하면 16,000여명이 된다. 물론 아군은 함선 손실은 없었지만, 전사상자가 30여명이 발생한 것으로 나와있다. 이 해전이 격전이었으며 엄청난 적군의 인명손실이 있었기에 사실여부는 확인할 길이 없지만, 1795년에 윤행님(尹行恁)이 편찬한 「이충무공 전서」에는 녹도만호 송여송이 진린에게 적전선 6척과 수급 69개를 상납한 사실이 명기되어 있는 것으로 봐 거금도앞 바다가 적의 시체로 가득찼던 것이 틀림없다. 1598년 7월 19일 치러진 절이도(거금도) 해전에서 이순신 함대는 명군의 도움을 받지 않고도 서진중이던 100척 규모의 적함대를 거의 괴멸시키는 대전과를 수립함으로써 적의 요새지인 예교(광양만)까지는 못미치지만 고흥반도까지는 완전 장악하고, 이제 계속 동진하여 여수반도를 끼고 있는 순천만과 남해도의 서측방 광양만을 장악하면 전라도 수역을 확보할 수 있게된다. 그러기 위해서는 명나라 수군을 동원하여 연합작전을 펴 일본의 요새진지인 예교(관음포) 앞 포구에 주박하고 있는 100여 척의 함선을 분멸시키면, 고니시는 고립무원의 신세가 될 것이고 왕년의 한산도 전진기지를 재탈환 확보함으로써 경상도 해역까지 망라하는 광활한 남해의 제해권을 쥘 수 있을 것이란 생각에 이순신은 골몰하고 있었다. 이순신은 예교 공격을 위한 결정적 시기만 탐색하고 있었던 것이다.
그러나 불행히도 이 사실을 간파한 진린이 사전에 방해공작으로 가로막는지라, 이에 이순신은 여러번 선조에게 장계를 올려 통분하기 짝이 없는 자신의 심정을 토로하였던 것이다. 이에 대한 엉뚱한 처방을 내린 선조의 작태가 더욱 한심하다. 내용인즉 명군 경략(총사령관격)에게 건의하여 진린을 육장으로 전임시키고 수군 유격장 계금으로 하여금 명나라 수군과 조선 수군을 통합 지휘토록 함으로써 수륙합공으로 예교를 점령하자는 고육지책을 구상한 것이다. 이 소식이 진린의 귀에 들어가자, 그는 대노하여 이순신에게 호통을 쳤다. 결국 진린에게 약점만 잡힌 선조는 이 조처를 시행치 못하고 없었던 것으로 하였다.
이 해전이 시작하기 며칠전 칠천량 해전에서 포로가 되었다 돌아온 김완이 귀국하여 왜 수군 진격 알렸다.